# Йордан Брадел
Йордан Иванов Бра̀дел е български лекар и обществен деец, редовен член на БКД (1884).

## Биография
Роден е на 1 април 1847 година в град Елена. Завършва гимназия в Одеса, а през 1875 г. медицина в Москва. Участва като лекар в Сръбско-турската война,
Руско-турската война от 1877 – 1878 година и Сръбско-българската война. Той е бил главен лекар на Гражданското медицинско управление (1884 – 1886), преподавател по съдебна медицина във Висшето училище (1896 – 1898), народен представител във II велико народно събрание (1881) и редактор (със Сава Мирков, 1883 – 1884) на първото българско медицинско списание „Медицинска сбирка“. Между 1896 и 1898 е преподавател по съдебна медицина в Софийския университет.